# 日本空間 (位相空間論)
位相空間論において日本空間 (Japanese space) とは、閉包を保つような局所近傍系を持つ空間のことである。

## 定義
位相空間 {\displaystyle X} の集合族 {\displaystyle {\mathcal {A}}\subseteq 2^{X}} が閉包を保つとは、{\displaystyle {\mathcal {A}}}の任意の合併が閉包と交換することである。
つまり、任意の {\displaystyle {\mathcal {A}}'\subseteq {\mathcal {A}}} に対し、
{\displaystyle {\overline {\bigcup _{A\in {\mathcal {A}}'}A}}=\bigcup _{A\in {\mathcal {A}}'}{\overline {A}}}
となることである。
位相空間 {\displaystyle X} がある点 {\displaystyle x\in X} において日本である (X is Japanese at x) とは、 {\displaystyle x} の局所開近傍基であって、閉包を保つものが存在することである。{\displaystyle X}が全ての点で日本であるとき、単に{\displaystyle X}は日本空間である (X is Japanese) という。
位相空間 {\displaystyle X} がある点 {\displaystyle x\in X} において弱日本である (X is weakly Japanese at x) とは、 {\displaystyle x} の局所閉近傍基であって、閉包を保つものが存在することである。{\displaystyle X}が全ての点で弱日本であるとき、単に{\displaystyle X}は弱日本空間である (X is weakly Japanese) という。

## 性質
以下、位相空間としてチホノフなもののみを考える。
- 日本空間は弱日本空間である。しかし、逆に弱日本空間が日本空間であるか、あるいは弱日本だが日本でない空間があるかどうかはわかっていない。
- 第一可算な空間は日本空間である。
- ポーランド空間は日本空間である。

## 名称
"Japanese space" という名前は、 M1-空間に関する溝上武實ら日本人研究者の貢献を強調する意図で、Alan Dow, R.Ramírez Martínez, V.V.Tkachuk らにより命名された。